# Liste des articles du Père Peinard

Cette page recense les articles du journal anarchiste Le Père Peinard (1889-1900) à la fois notés par Archives Autonomies et disponibles sur Wikisource. Bien que la plupart des articles du journal soient anonymes, Émile Pouget, le fondateur de la publication, est reconnu comme ayant écrit la presque totalité des textes du journal, ce qui pousse à lui attribuer les articles sans indication. Pour le découpage chronologique des périodes du journal, on suit Archives Autonomies.

## 1889-1890
| Date            | Titre                  | Auteur(s)              | Sujet(s)                                                                           | Sommaire d'Archives Autonomie et original | Autres sources |
| 12 janvier 1889 | Barbarie française     | Émile Pouget (présumé) | - Anticolonialisme - Colonisation du Tonkin                                        | [ 2 ]                                     |                |
| 3 août 1890     | Les Ratichons Socialos | Émile Pouget (présumé) | - Anticléricalisme - Critique de la rencontre de Pierre Martinet et l'abbé Garnier | [ 2 ]                                     |                |
| 10 août 1890    | Un cochon              | Émile Pouget (présumé) | - Féminisme - Harcèlement sexuel - Violences sexuelles au travail                  | [ 2 ]                                     |                |

## 1891-1892
| Date              | Titre                      | Auteur(s)              | Sujet(s) | Sommaire d'Archives Autonomie et original | Autres sources |
| 26 avril 1891     | Le 1er Mai                 | Émile Pouget (présumé) | - Journée internationale des travailleurs - Insurrection | [ 3 ]                                     |                |
| 24 janvier 1892   | Au Palais d'Injustice      | Émile Pouget (présumé) | - Défense des compagnons Pierre Martinet, Eliska Coquus, Mursch et Chenal, condamnés pour anticolonialisme.                                                                       | [ 3 ]                                     |                |
| 26 février 1892   | La Grande Trouille !       | Émile Pouget (présumé) | - Début de l'Ère des attentats (1892-1894) - Propagande par le fait - Vol de Soisy par la 'bande de Ravachol' - Noms d'anarchistes perquisitionnés, y compris Pauwels ou Etiévant | [ 3 ]                                     |                |
| 24 avril 1892     | Le procès des dynamiteurs  | Émile Pouget (présumé) | - Défense de Ravachol, Soubère, Jas-Béala et Simon, mis en procès pour l'attentat du Boulevard Saint-Germain. - Défense de la propagande par le fait                              | [ 3 ]                                     |                |
| 15 mai 1892       | Anarchos malfaiteurs       | Émile Pouget (présumé) | - Illégalisme - Répression des anarchistes | [ 3 ]                                     |                |
| 25 septembre 1892 | Raffineuses de La Villette | Émile Pouget (présumé) | - Féminisme - Condition des femmes ouvrières | [ 3 ]                                     |                |

## 1893-1894
| Date         | Titre                        | Auteur(s)              | Sujet(s)                                                                        | Sommaire d'Archives Autonomie et original | Autres sources |
| 4 juin 1893  | Patron assassin              | Émile Pouget (présumé) | - Féminisme - Condition des femmes ouvrières - Appel au meurtre des violeurs    | [ 4 ]                                     |                |
| 11 juin 1893 | Sale porc !                  | Émile Pouget (présumé) | - Féminisme - Violences sexuelles au travail                                    | [ 4 ]                                     |                |
| 11 juin 1893 | Riche exemple à suivre       | Émile Pouget (présumé) | - Féminisme - Violences sexuelles au travail                                    | [ 4 ]                                     |                |
| 11 juin 1893 | Hardi, les bonnes bougresses | Émile Pouget (présumé) | - Féminisme - Appelle les femmes à s'organiser pour lutter contre leurs patrons | [ 4 ]                                     |                |
| 25 juin 1893 | Contre-coup violeur          | Émile Pouget (présumé) | - Féminisme - Violences sexuelles au travail                                    | [ 4 ]                                     |                |

## 1895-1896
| Date           | Titre      | Auteur(s)              | Sujet(s) | Sommaire d'Archives Autonomie et original | Autres sources |
| 4 juillet 1897 | Un Judas ! | Émile Pouget (présumé) | - Capture et aveux d'Eugène Cotin, indicateur de la police - Donne des conseils pour éviter la surveillance | [ 5 ]                                     | [ 6 ]          |

## 1896-1899
| Date             | Titre                                          | Auteur(s)               | Sujet(s) | Sommaire d'Archives Autonomie et original | Autres sources |
| 4 juillet 1897   | La Charité, c’est le meurtre !                 | Émile Pouget (présumé)  | - Féminisme - Condition des femmes sans emploi - Diatribe contre la charité                                                       | [ 7 ]                                     |                |
| 4 juillet 1897   | Aux « Plus vastes »                            | Émile Pouget (présumé)  | - Soutient une vendeuse ayant volé un grand magasin parisien.                                                                     | [ 7 ]                                     |                |
| 22 août 1897     | Drames d’usines                                | Émile Pouget (présumé)  | - Critique du capitalisme - Appelle à lutter contre cette situation au sein du mouvement ouvrier                                  | [ 7 ]                                     |                |
| 26 décembre 1897 | Dans la confiture                              | Émile Pouget (présumé)  | - Antimilitarisme - Femmes | [ 7 ]                                     |                |
| 26 décembre 1897 | Vacheries patronales                           | Émile Pouget (présumé)  | - Critique du capitalisme (critique d'une « exploiteuse ») - Sexisme omniprésent - Contraste l'exploiteuse et des ouvrières       | [ 7 ]                                     |                |
| 23 octobre 1898  | Aux hommes libres                              | Octave Mirbeau (et al.) | - Appel à prendre la rue | [ 7 ]                                     |                |
| 19 février 1899  | Qu’on châtre la frocaille ! En attendant mieux | Émile Pouget (présumé)  | - Discute de l'assassinat et du viol par un prêtre de Gaston Foveaux, un jeune garçon de douze ans. - Anticléricalisme - Athéisme | [ 7 ]                                     |                |